# Saruddja (Winnyzja)
Saruddja (ukrainisch Заруддя; russisch Зарудье Sarudje, polnisch Zarudzie) ist ein Dorf im Osten der ukrainischen Oblast Winnyzja mit etwa 680 Einwohnern (2001).

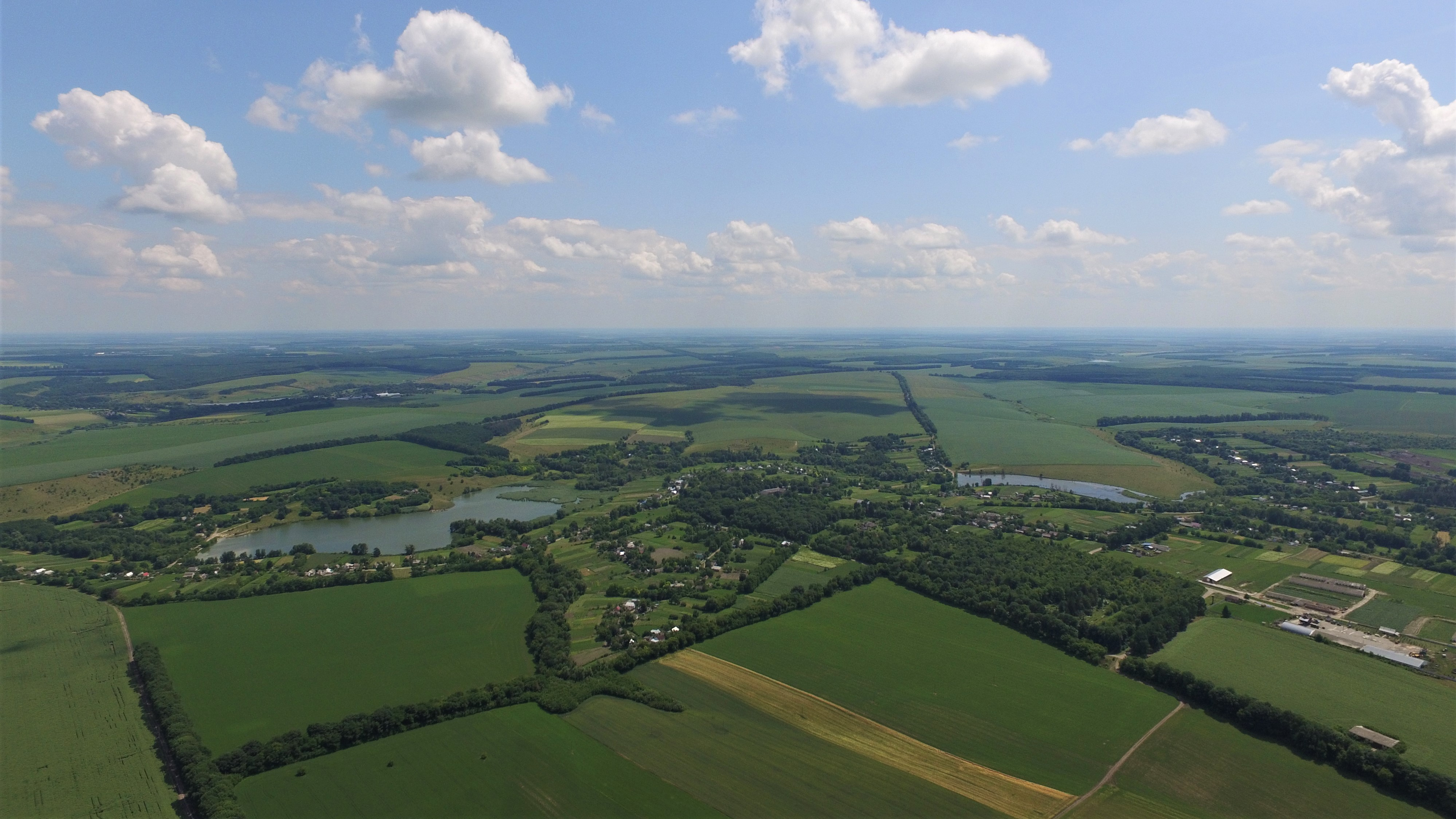
Blick auf das Dorf

Das erstmals 1595 schriftlich erwähnte Dorf liegt auf einer Höhe von 241 m am Ufer des Flüsschens Schywa (Жива), 6 km südwestlich vom ehemaligen Rajonzentrum Oratiw und 83 km östlich vom Oblastzentrum Winnyzja.
Am 12. Juni 2020 wurde das Dorf ein Teil der neugegründeten Siedlungsgemeinde Oratiw, bis dahin bildete es zusammen mit dem Dorf Honoratka (Гоноратка) die gleichnamige Landratsgemeinde Saruddja (Зарудянська сільська рада/Sarudjanska silska rada) im Süden des Rajons Oratiw.
Am 17. Juli 2020 kam es im Zuge einer großen Rajonsreform zum Anschluss des Rajonsgebietes an den Rajon Winnyzja.